# Ocalemia borneensis
Ocalemia borneensis är en skalbaggsart som först beskrevs av Hayashi och Jean François Villiers 1989.  Ocalemia borneensis ingår i släktet Ocalemia och familjen långhorningar. Inga underarter finns listade i Catalogue of Life.